# San Martino al Tagliamento
San Martino al Tagliamento é uma comuna italiana da região do Friuli-Venezia Giulia, província de Pordenone, com cerca de 1.335 habitantes. Estende-se por uma área de 17 km², tendo uma densidade populacional de 79 hab/km². Faz fronteira com Arzene, San Giorgio della Richinvelda, Sedegliano (UD), Valvasone.

## Demografia
| Variação demográfica do município entre 1861 e 2011                               |
|                                                                                   |
| Fonte: Istituto Nazionale di Statistica (ISTAT) - Elaboração gráfica da Wikipedia |